# Cryptocarya weinlandii
Cryptocarya weinlandii là loài thực vật có hoa trong họ Nguyệt quế. Loài này được K.Schum. miêu tả khoa học đầu tiên năm 1905.